# Elvis' Gold Records Volume 5
Elvis' Gold Records Volume 5 är ett samlingsalbum av den amerikanske sångaren och musikern Elvis Presley, utgivet av RCA Records i stereo på både LP (AFL1-4941) och CD (PCD1-4941) i mars respektive maj 1984. Det är det sista av fem Elvis' Golden Records- eller Elvis' Gold Records-album utgivna på skivbolaget RCA. De fyra första gavs ut under Elvis Presleys livstid medan detta femte album utgavs postumt, 16 år efter det föregående.
Albumet består av låtar inspelade under en period av åtta år och utgivna på singelskivor mellan 1968 och 1977. På albumet återfinns några av Elvis Presleys mest framgångsrika hitlåtar, däribland Billboard-ettan "Suspicious Minds", Billboard-tvåan "Burning Love" och Billboard-trean "In the Ghetto". Eftersom alla låtar på albumet redan hade utkommit såväl på singel som på andra album, fanns inte samma nyhetsvärde som om albumet hade innehållit tidigare outgivet eller otillgängligt material. Det blev också det enda albumet i serien som inte kom in på Billboards albumlista. Det stannade just utanför på plats 207 under två veckor. Den sålde dock stadigt och certifierades guld i juli 1999 av RIAA för en försäljning av 500 000 exemplar i USA.

## Bakgrund
Elvis' Gold Records Volume 5 är ett samlingsalbum som består av tio låtar som hade givits ut på singlar under åren 1968–1977. Tre av dessa låtar hade nått topp 3 på den amerikanska singellistan Billboard Hot 100, nämligen "Suspicious Minds" (1:a plats), "Burning Love" (2:a plats) och "In the Ghetto" (3:e plats). Fyra av låtarna hade nått topp 20 och de återstående tre topp 40. De tidiga låtarna, inspelade på 60-talet, placerades på sida 1 av LP:n, medan sida 2 innehöll låtar från perioden 1972–1977.
Albumet utgavs på LP (AFL1-4941) i mars 1984 och sedan på nytt på CD (PCD1-4941) i maj samma år. Detta var Elvis Presleys femte samlingsalbum bestående av guldsäljande låtar. De fyra första hade utkommit under hans livstid: Volume 1 i mars 1958, Volume 2 i november 1959, Volume 3 i augusti 1963 och Volume 4 i januari 1968. Detta sista album, Volume 5, utkom i mars 1984, mer än 16 år efter Volume 4 och nästan sju år efter Elvis Presleys död.
Konceptet för Gold Records-serien hade varit att i första hand inkludera miljonsäljande hitlåtar som inte tidigare släppts på andra album. Den principen hade ruckats på vid utgivningen av Volume 4 eftersom det då inte längre fanns ett överflöd av framgångsrika låtar att välja på, och flera av de framgångsrikaste låtarna redan fanns utgivna på andra album. Det resulterade i att albumet kom att innehålla flera mindre hitlåtar. De fyra första volymerna hade samlat många av Elvis Presleys största hitlåtar från starten på RCA 1956 fram till 1967. Elvis' Gold Records Volume 5 kom att ta vid där de andra albumen slutade och bestå av tio låtar som utkommit mellan 1968 och 1977, året då Elvis dog. 
I likhet med tidigare volymer i serien uteslöts även här flera framgångsrika låtar. Så utelämnades exempelvis den i USA miljonsäljande "Don't Cry Daddy", som nådde 6:e plats på Billboard Hot 100-listan. Likaså togs inte "The Wonder of You" med. Den nådde nionde plats på singellistan i USA och var en stor internationell hit som bland annat under sex veckor toppade singellistan i Storbritannien. Andra framgångsrika låtar som skulle kunna ha inkluderats var "Separate Ways", "Always on My Mind", "You Don't Have to Say You Love Me" och "Steamroller Blues". I dessa fall berodde det dock inte på att låtarna redan hade utkommit på andra album, eftersom alla låtar på albumet vid denna tidpunkt redan hade givits ut på andra album.
Volym 1 i serien sålde över sex miljoner exemplar i USA, medan volymerna 2 och 3 sålde mer än en miljon vardera. I likhet med volym fyra, kom Elvis' Gold Records Volume 5 att sälja guld i USA med över en halv miljon exemplar, enligt RIAA.

## Studioinspelningarna

### Elvis' Gold Records Volume 5
De tio låtarna på skivan hade spelats in vid sju inspelningstillfällen. Tre av inspelningsstudiorna som användes var belägna i Hollywood, nämligen Western Recorders, United Recorders och RCA:s studio C, tre i Memphis, nämligen American Sound, Stax och en mobil studio hemma hos Elvis Presley i The Jungle Room i Graceland. Låtarna gavs ut på följande tio singelskivor:

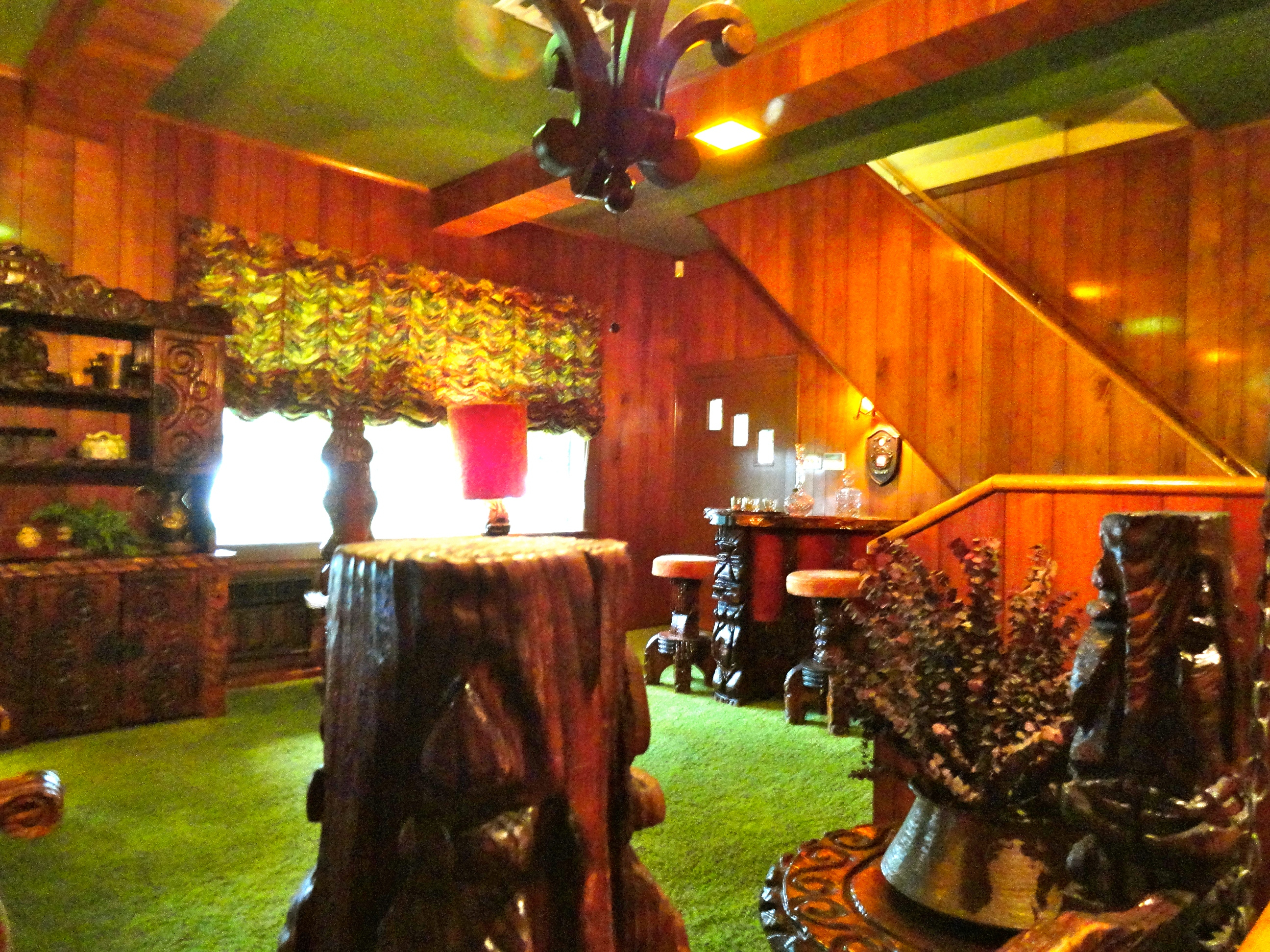
"The Jungle Room", som Elvis kallade "The Den" (nästet, kulan, hålan, lyan), där "For the Heart", "Moody Blue" och "Way Down" spelades in.

- "If I Can Dream" (med "Edge of Reality") (5 november 1968).[25][26]
- "In the Ghetto" (med "Any Day Now") (14 april 1969).[27]
- "Clean Up Your Own Backyard" (med "The Fair's Moving On") (17 juni 1969).[27][28]
- "Suspicious Minds" (med "You'll Think of Me") (26 augusti 1969).[29][30]
- "Kentucky Rain" (med "My Little Friend") (29 januari 1970).[31][32]
- "Burning Love" (med "It's a Matter of Time") (1 augusti 1972).[33][34]
- "If You Talk in Your Sleep" (med "Help Me") (maj 1974).[35]
- "For the Heart" (med "Hurt") (12 mars 1976).[36]
- "Moody Blue" (med "She Thinks I Still Care") (29 november 1976).[37]
- "Way Down" (med "Pledging My Love") (6 juni 1977).[38]

### Inspelningssessionerna och musikerna

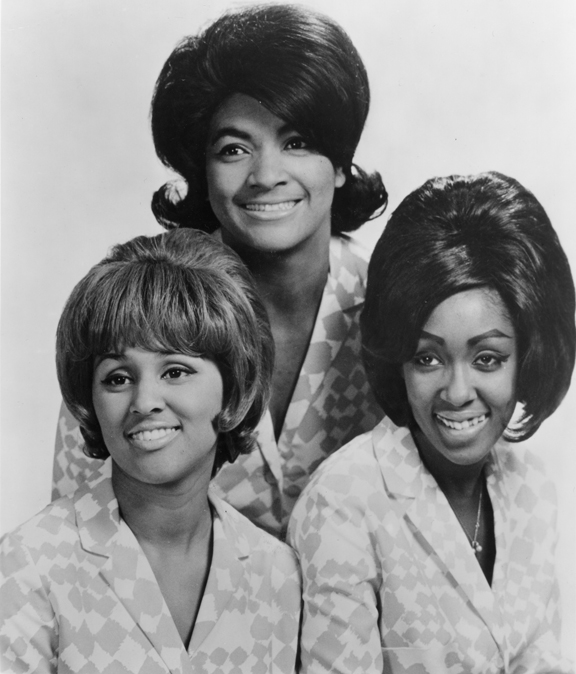
The Blossoms (1966) som sjöng i bakgrunden på "If I Can Dream". Från vänster räknat: Darlene Love, Fanita James, Jean King.

"Juni 1968": "If I Can Dream" spelades in till tv-specialen 68 Comeback Special den 23 juni 1968 i Western Recorders Studio 1 i Hollywood i Kalifornien live inför bandet och full orkester. På gitarr hade man Tommy Tedesco, Michael Deasy och Al Casey, på keyboard och bas Larry Knechtel samt ytterligare på bas Charles "Chuck" Berghofer. På trummor hade man Hal Blaine, på bongotrummor Frank DeVito och på slagverk John Cyr och Elliot Franks. Don Randi spelades piano, Tommy Morgan munspel och Bob Alberti och Tommy Wolfe keyboard. Bland bakgrundssångarna märktes gruppen The Blossoms med Darlene Love, Jean King och Fanita James. Orkestern leddes av Billy Goldenberg.
"Oktober 1968": "Clean Up Your Own Backyard" spelades in den 23 oktober 1968 i United Recorders studio, som låg i samma tvåbyggnadskomplex som Western Recorders, för MGM-filmen The Trouble with Girls (and How to Get Into It). Från föregående inspelningstillfälle återkom Don Randi på piano. I övrigt hade man på gitarr Jerry McGee, Morton Marker och Joseph "Bobby" Gibbons, på bas Max Bennett och på trummor både Frank Carlson och John Guerin. Billy Strange verkade som musikalisk ledare.

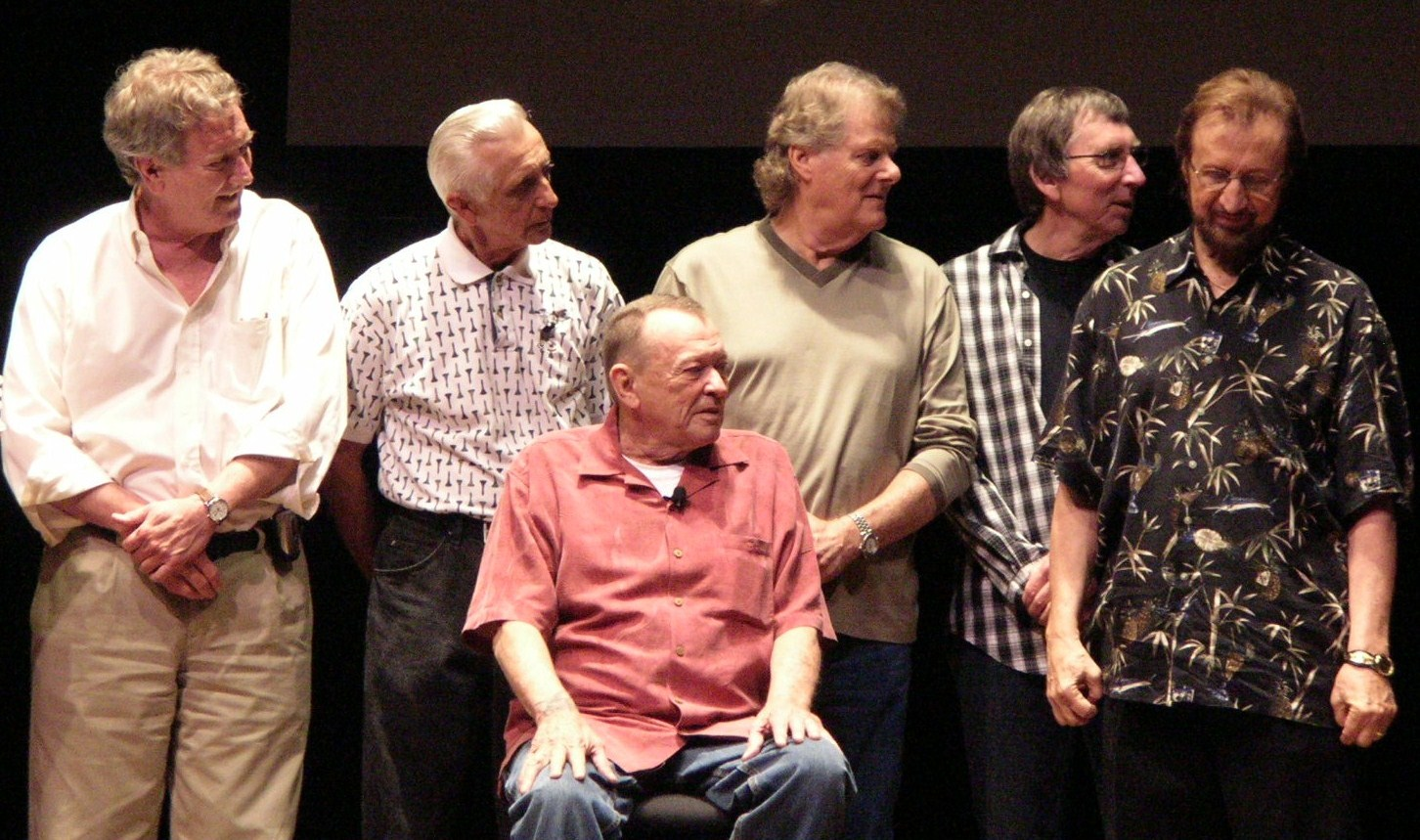
Chips Moman (sittande) och studiomusikerna The Memphis Boys från American Sound Studio. Stående från vänster: Mike Leech (bas), Gene Chrisman (trummor), Reggie Young (gitarr), Bobby Emmons (orgel), Bobby Wood (piano). Bilden togs år 2009 i samband med att de erhöll en utmärkelse för tillkomsten av Elvis Presleys Billboard-etta "Suspicious Minds".

"Januari, februari 1969": Under januari och februari 1969 spelade Elvis in på American Sound Studio i Memphis under producenten Chips Momans ledning. Bland de drygt 30 inspelade låtarna fanns "In the Ghetto", "Suspicious Minds" och "Kentucky Rain". Reggie Young spelade gitarr, och på "In the Ghetto" bidrog John Hughey på hawaiigitarr. På trummor hade man Gene Chrisman, på orgel Bobby Emmons, på bas Mike Leech och på piano Bobby Wood.
"Mars 1972": Den 27–30 mars 1972 spelade Elvis in sju låtar i RCA:s studio C i Hollywood och spelade då också in "Burning Love". För första gången på en studioinspelning hade han med sig nästan hela det band (TCB-bandet) som han hade på sina turnéer, då James Burton på sologitarr, John Wilkinson och Charlie Hodge på kompgitarr, Glen D. Hardin på piano, Ronnie Tutt på trummor och J. D. Sumner and The Stamps Quartet på bakgrundssång. Utöver dessa deltog "Joe Esposito" på gitarr och "Emory Gordy" på bas – den senare som ersättare för Jerry Scheff. Flytten till RCA:s studior i Hollywood – där Elvis inte hade spelat in sedan april 1960 då han spelade in soundtracket till G.I. Blues – och att han för första gången skulle spela in med sitt liveband, bar på en förhoppning om att detta skulle bli den konstnärliga och kommersiella utmaning han behövde för att pressa sig själv till en bättre prestation.

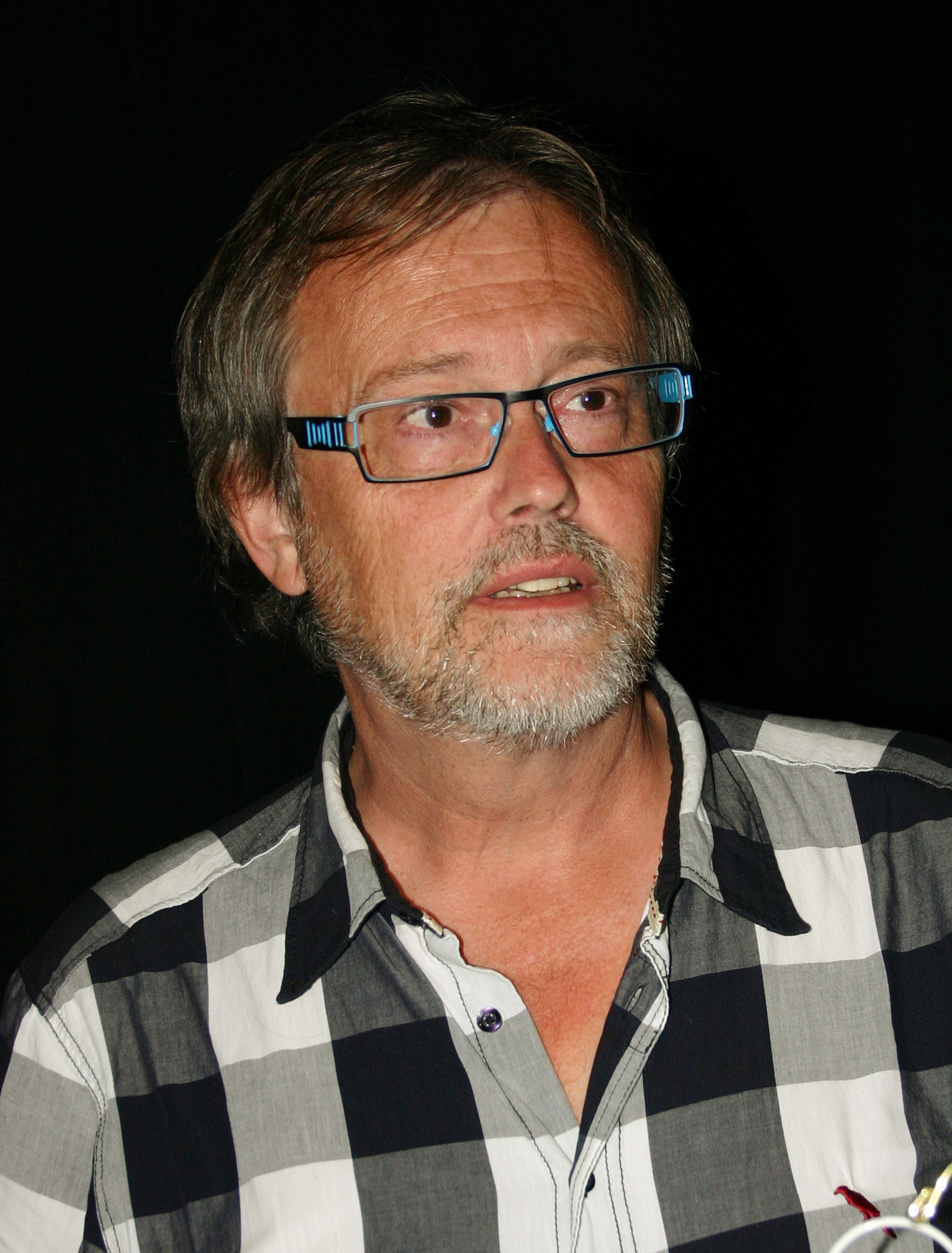
Per-Erik Hallin, som var med och sjöng i bakgrunden på "If You Talk in Your Sleep".

"December 1973": "If You Talk in Your Sleep" spelades in i Stax Studio i Memphis under en inspelningssession som ägde rum den 10–17 december 1973, då sammanlagt 18 låtar kom till. Från sessionen i mars 1972 återkom James Burton och Charlie Hodge på gitarr, Ronnie Tutt på trummor och J. D. Sumner and The Stamps Quartet på bakgrundssång. Johnny Christopher hade tillkommit på gitarr, David Briggs på piano och orgel och Norbert Putnam på bas. Som ytterligare sånguppbackning deltog gruppen The Voice i vilken bland annat svenske Per-Erik Hallin ingick, samt de kvinnliga sångarna Mary Holladay, Susan Pilkington, Kathy Westmoreland och Mary "Jeanie" Greene.
"Februari 1976": De sista studioinspelningarna som Elvis gjorde ägde rum i hans hem, Graceland, i det rum som senare kom att kallas The Jungle Room. RCA satte upp en mobil inspelningsstudio genom att köra dit sin stora lastbil med inspelningsutrustning, eftersom varken producenten Felton Jarvis eller Tom Parker hade lyckats förmå Elvis att komma till en professionell inspelningsstudio sedan mars föregående år. Den första av de två inspelningssessionerna hölls den 2–8 februari 1976 och resulterade i tolv färdiga mastrar, inklusive låtarna "Moody Blue" och "For the Heart". Återigen var det musiker från Elvis liveband som stod för musiken, med James Burton på sologitarr, John Wilkinson på kompgitarr, Charlie Hodge på gitarr, Jerry Scheff på bas, Ronnie Tutt på trummor och Glen D. Hardin på piano. Den manliga bakgrundssången stod J. D. Sumner and The Stamps Quartet för och för den kvinnliga stod Myrna Smith från The Sweet Inspirations och Kathy Westmoreland.
"Oktober 1976": Den 29–31 oktober ägde Elvis nästa och dessutom sista studiosession rum i The Jungle Room i Graceland. En av de fyra låtar som spelades in vid detta tillfälle var "Way Down". Musikerna var i de flesta fall desamma som vid förra tillfället. Chip Young hade tillkommit på gitarr, Tony Brown hade ersatt Glen D. Hardin på piano och Sherrill Nielsen var på plats för att hjälpa till med bakgrundssången.

## Komposition, stil, tema och texter
"If I Can Dream" spelades in den 23 juni 1968, i Western Recorders studio i fem tagningar med full orkester till Billy Goldenbergs arrangemang. (Se: Studioinspelningen.) Det var tv-specialen 68 Comeback Specials avslutningsnummer. Man ville att avslutningen skulle vara en sorts summering av specialen med ett hoppingivande budskap om fred och broderskap. Under inspelningarna av tv-specialen sköts Robert Kennedy till döds, och bara två månader tidigare hade Martin Luther King, Jr. mördats. Elvis var djupt berörd av dessa tragedier och kände stor sorg och bedrövelse. Därför försökte man fånga något som kunde ge uttryck för vem Elvis var. En person med idealistiska känslor, som brydde sig om sin omvärld. Earl Brown skrev då låten "If I Can Dream" åt Elvis som en replik till morden. Texten var direkt baserad på Martin Luther Kings berömda "I Have a Dream"-tal" (vilket Elvis ofta brukade recitera), och Brown avsåg att låten skulle vara en vädjan om fred, broderskap och universell förståelse, samt inge hopp om en bättre framtid. (Se: Tillkomsten.) "If I Can Dream" hade ett ovanligt starkt politiskt budskap för att vara en låt inspelad av Elvis Presley vid denna tid. Det är trots detta i första hand inte texten som har gjort att låten blivit uppmärksammad utan snarare smärtan, övertygelsen och den råa känslan som Elvis förmedlade genom sin röst, när han med stor övertygelse och passion sjöng låten. Det var en ballad med inslag av både gospel och rhythm-and-blues och en låt som byggde mot ett storslaget slut. Det gav Elvis en möjlighet att sjunga något av betydelse samt att visa upp sitt röstomfång bortom det han vanligtvis hade möjlighet att göra med de låtar som förekom i filmerna. (Se: Liveversionen.)

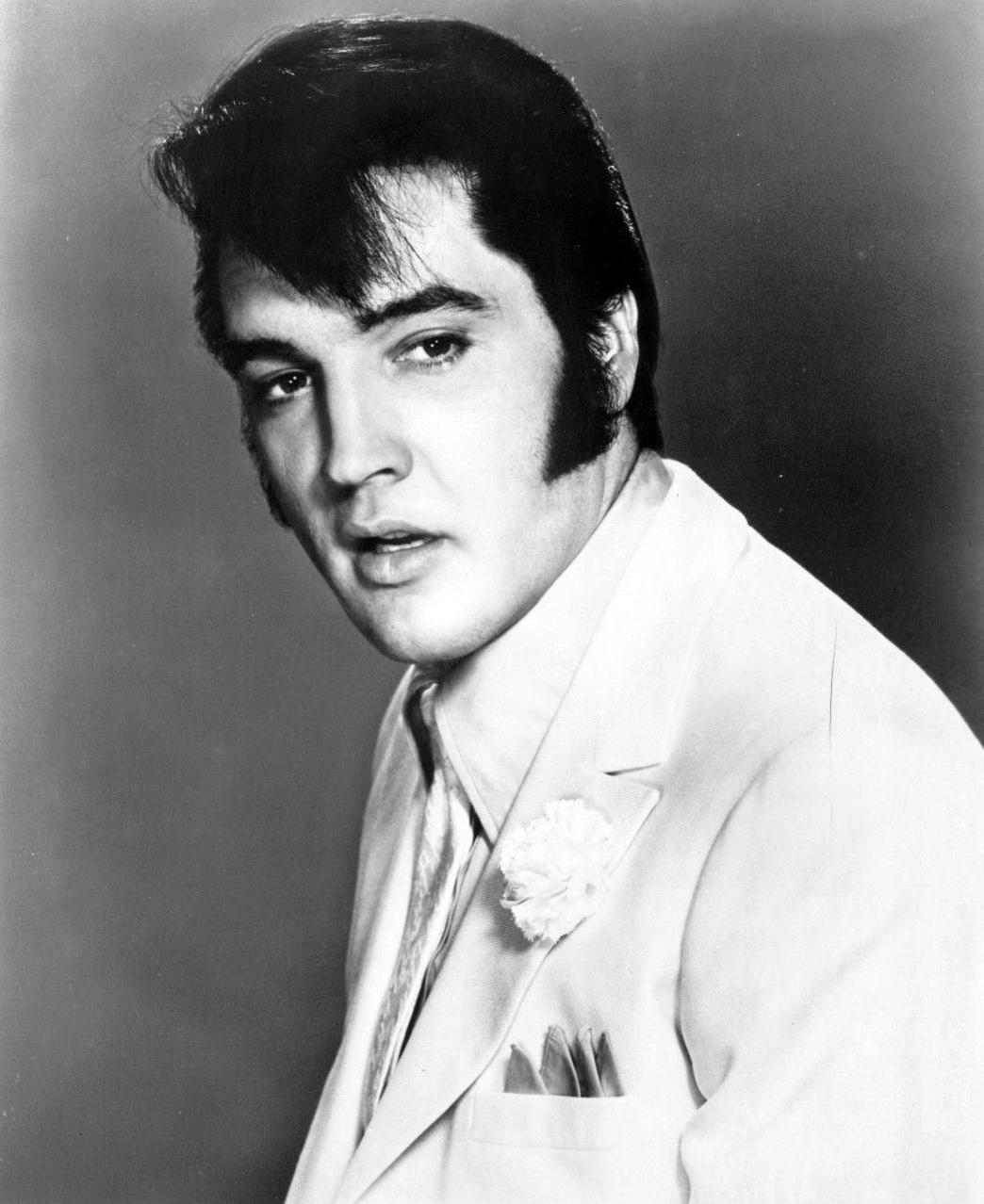
Elvis Presley: reklamfoto från 1968 för filmen The Trouble with Girls, i vilken låten "Clean Up Your Own Backyard" ingick.

"Clean Up Your Own Backyard" var en av flera låtar som Mac Davis och Billy Strange skrev åt Elvis vid denna tid. Den spelades in den 23 oktober 1968 till Elvis näst sista spelfilm, The Trouble with Girls, men det var en filmlåt med attityd. Det var modern sydstatsrock, och måhända den tyngsta rocklåt som Elvis hade spelat in till en film sedan "King of the Whole Wide World" 1961. Samtidigt var det en melodiskt och textmässigt engagerande protestsång som ytterst anspelade på Johannesevangeliets ord: "den som är utan synd må kasta första stenen" (Joh. 8:7). Gitarrspelet var aggressivt, rytmerna pulserande och bakgrundssången både väl anpassad och själfull.
"In the Ghetto": Tre av låtarna på albumet spelades in i American Sound Studio i Memphis, däribland "In the Ghetto" den 20 januari 1969. Det var ytterligare en låt skriven av Mac Davis, som ursprungligen hade tänkt namnge den "The Vicious Circle" ("Den onda cirkeln"). "In the Ghetto" berättade historien om ett barn som föddes i Chicagos getto, växte upp i en tuff miljö och lärde sig att stjäla och slåss. I desperation flydde den unge mannen, köpte en pistol och stal en bil, men sköts till döds. Hans mamma grät samtidigt som världen tittade bort och ytterligare ett barn föddes i gettot. Cirkeln var därmed sluten och cykeln fortsatte. Elvis hade, på inrådan av sin manager Tom Parker, alltid undvikit att göra politiska uttalanden, eftersom han ansåg att en underhållare inte bör riskera att stöta bort de delar av publiken som kanske inte delade dennes åsikter. Men till följd av 60-talets folkrörelse hade också popmusikens texter ändrat innehåll, och Elvis hade redan genom låtar som "If I Can Dream" och "Clean Up Your Own Backyard" sällat sig till dem som kritiserade företeelser i samhället. Elvis gillade "In the Ghetto", och instämde i dess budskap om de sociala och rasistiska orättvisorna i de färgade barnens utsatthet i gettona. Låten var inte en uppmaning till våld, utan snarare en stillsam reflektion i stil med Bob Dylans "Blowin' in the Wind". Vid inspelningen undvek Elvis sina vanliga manér och röstknep. I stället lät han dramatiken i historien stillsamt och värdigt komma fram genom berättandets enkelhet, med en självsäker, känslig och klar röst. Producenten Chips Moman pressade på med nya tagningar och utmanade Elvis och bandet att förbättra inspelningen. Tagning 19 var bra, tagning 20 ännu bättre, och med tagning 22 ansåg Moman att de hade en master. Men han ville ha en ännu bättre insats av Elvis, som därför vid ett senare tillfälle (troligen den 2 februari) ersatte sin sång på mastern där hans tidigare sång hade avlägsnats. Efter inspelningen av "In the Ghetto" fanns ingen tvekan om att den skulle bli den första singeln från dessa sessioner.
"Suspicious Minds": Som avslutning på januariinspelningarna i American Sound, strax efter midnatt den 23 januari 1969, spelade Elvis in "Suspicious Minds". Chips Moman uppmanade Elvis att försöka sig på låten, som Moman redan tidigare hade spelat in med den unge upphovsmannen Mark James. Den inspelningen hade dock inte nått någon framgång. Flera andra i studion såg också låtens potential och uppmanade Elvis att spela in den. Den strid om upphovsrätt som länge pågått och även drabbat de ansvariga för inspelningen av 68 Comeback Special, uppstod även på American Sound. De ansvariga på musikförlaget Hill & Range krävde att Chips Moman skulle överlåta en del av upphovsrätten för "Suspicious Minds" (och även för "Mama Liked the Roses"). Samtidigt krävde Parker att Moman inte skulle listas som albumets producent och därmed inte heller erhålla någon royaltyersättning. Chips Momans vägrade att gå med på dessa krav, vilket ledde till en konflikt som blev en avgörande faktor för att Elvis efter dessa inspelningar aldrig mer kom att spela in på American Sound. I detta läge trädde RCA:s Harry Jenkins in för att medla, och han ställde sig på Momans sida. Även Elvis blandade sig i händelserna, trots att han vanligtvis aldrig lade sig i något som hade med affärer att göra. Han stod upp för Momans och förklarade att han inte tänkte låta en publiceringstvist hindra honom från att spela in och ge ut en låt som han gillade. Och så blev det. Vid inspelningen följde man det ursprungliga originalarrangemanget och med tagning 8 hade man en master. "Suspicious Minds" handlar om en romans där kärleksparet på grund av misstänksamhet och misstro är fångade i en fälla som hotar att ödelägga förhållandet, och det skulle med tiden bli en av Elvis mest välkända och omtyckta inspelningar. Under låtens stick sker en temposänkning som får lyssnaren att lägga märke till den. RCA-producenten Felton Jarvis lät också i efterhand redigera låten så att ljudet i slutet först tonade bort och sedan återkom, för att efterlikna Elvis framförande av den live i Las Vegas. Detta var något som, enligt uppgift, Chips Moman ogillade. "Suspicious Minds" skulle komma att bli en av höjdpunkterna och en showstopper under Elvis liveframträdanden.

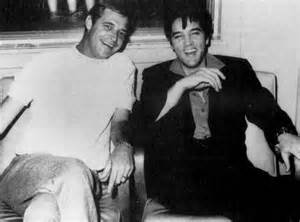
Producenten Felton Jarvis och Elvis Presley i RCA:s studio B i Nashville den 10 september 1967.

"Kentucky Rain": Lamar Fike, från musikförlaget Hill & Ranges Nashvillekontor, hade kontaktat sin stjärnlåtskrivare Eddie Rabbitt och övertalat honom att avstå en del av ersättningen för den moderna countrypopballaden "Kentucky Rain", i utbyte mot att Elvis Presley skulle spela in den. Elvis tog sig an den som första låt på kvällen den 19 februari 1969, och inspelningarna pågick till långt in på natten. Det var en svår låt för musikerna att komma underfund med, och det tog timmar innan en felfri tolkning kunde nås. Alla var dock överens om att den hade potential att bli en framgångsrik singel. "Kentucky Rain" var en dramatisk låt med en stark berättelse. Låtens protagonist vandrar i regnet längs gatorna, i stad efter stad i delstaten Kentucky, sökande efter sin älskade, för att försöka få klarhet i varför, hon utan förklaring och utan att säga adjö, lämnade honom veckan innan. Trots att inget har löst sig, slutar låten ändå hoppfullt med att en predikant ber en bön för att mannen ska hitta henne. När det första albumet från sessionen skulle sammanställas, valde Chips Moman ut tolv av de mest samtida inspelningarna för att skapa From Elvis in Memphis. "In the Ghetto", som släpptes som singel innan albumet kom ut, ingick också i albumet, medan "Suspicious Minds", "Kentucky Rain" och "Don't Cry Daddy" alla sparades för senare singelutgivning.

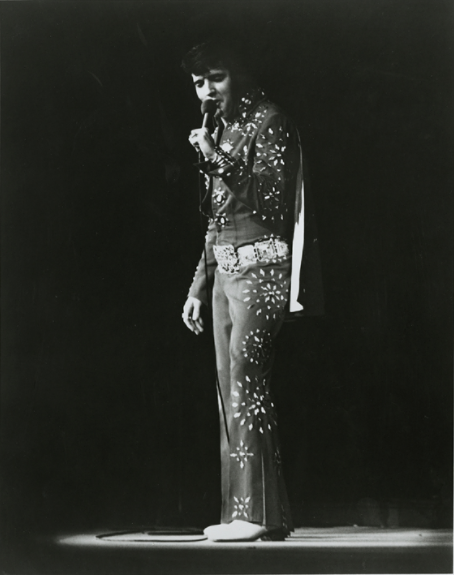
Elvis Presley i april 1972 under den turné som filmades för dokumentärfilmen Elvis on Tour, där han framförde bland annat "Burning Love". Låten hade spelats in i studio en månad tidigare men hade ännu inte hunnit komma ut på singel.

"Burning Love" spelades in i RCA:s studio C i Hollywood i mars 1972. Den första inspelningen av Dennis Lindes "Burning Love" gjordes dock av den amerikanske R&B-sångaren Arthur Alexander, som gav ut låten i början av 1972. Alexanders version rönte emellertid inte någon större framgång. Producenten Felton Jarvis hade genom sin vän Bob Beckham kommit över låten, och alla var övertygade om att denna rocklåt skulle vara idealisk för Elvis. Elvis var dock tveksam och det krävdes nästan alla i rummet för att övertala honom att spela in den. Till slut gav han med sig och spelade in låten, men hans sinnesstämning, präglad av den nyliga separationen och den stundande skilsmässan från sin hustru Priscilla, gjorde att han fördrog andra typer av låtar. Han gav mer uppmärksamhet åt sorgsna ballader som "Separate Ways" och "Always on My Mind", vilka speglade de känslor av ånger och saknad som han själv verkade bära på. När Elvis tre månader senare höll en presskonferens i New York inför sina konserter på Madison Square Garden, fick han frågan varför han inte spelade in fler rocklåtar. Hans svar var att han gärna skulle spela in sådana, men att bra rocklåtar var svåra att hitta. Inget i hans svar indikerade att han ens reflekterade över att han just hade spelat in en sådan rocklåt som dessutom skulle visa sig bli en klassiker. Låtens arrangemang var dynamiskt, men ändå enkelt och avskalat. Elvis sång var avslappnad, samtidigt som den drev låten framåt. Låten kom också att göras slagkraftigare genom det gitarrpålägg och karakteristiska gitarrintro som låtens upphovsman, Dennis Linde, gjorde en knapp månad senare. Musikjournalisten Robert Christgau beskrev "Burning Love" i Newsday som "den mest spännande singel som Elvis har gjort sedan 'All Shook Up'."
"If You Talk in Your Sleep": De två inspelningssessioner som hölls i Stax studio i Memphis i juli och december 1973, resulterade i tre album: Raised on Rock (1973), Good Times (1974) och Promised Land (1975). "If You Talk in Your Sleep", som ingick i Promised Land och som också gavs ut på singel, hade skrivits av Elvis vän och livvakt, Red West, i samarbete med Johnny Christoffer. Det var en dramatisk, pulserande låt med R&B-känsla som matchade textens tema om otrohet. Stilen var funkig med ett självsäkert orkesterarrangemang, och låtens stora tonomfång gav Elvis en viss utmaning.

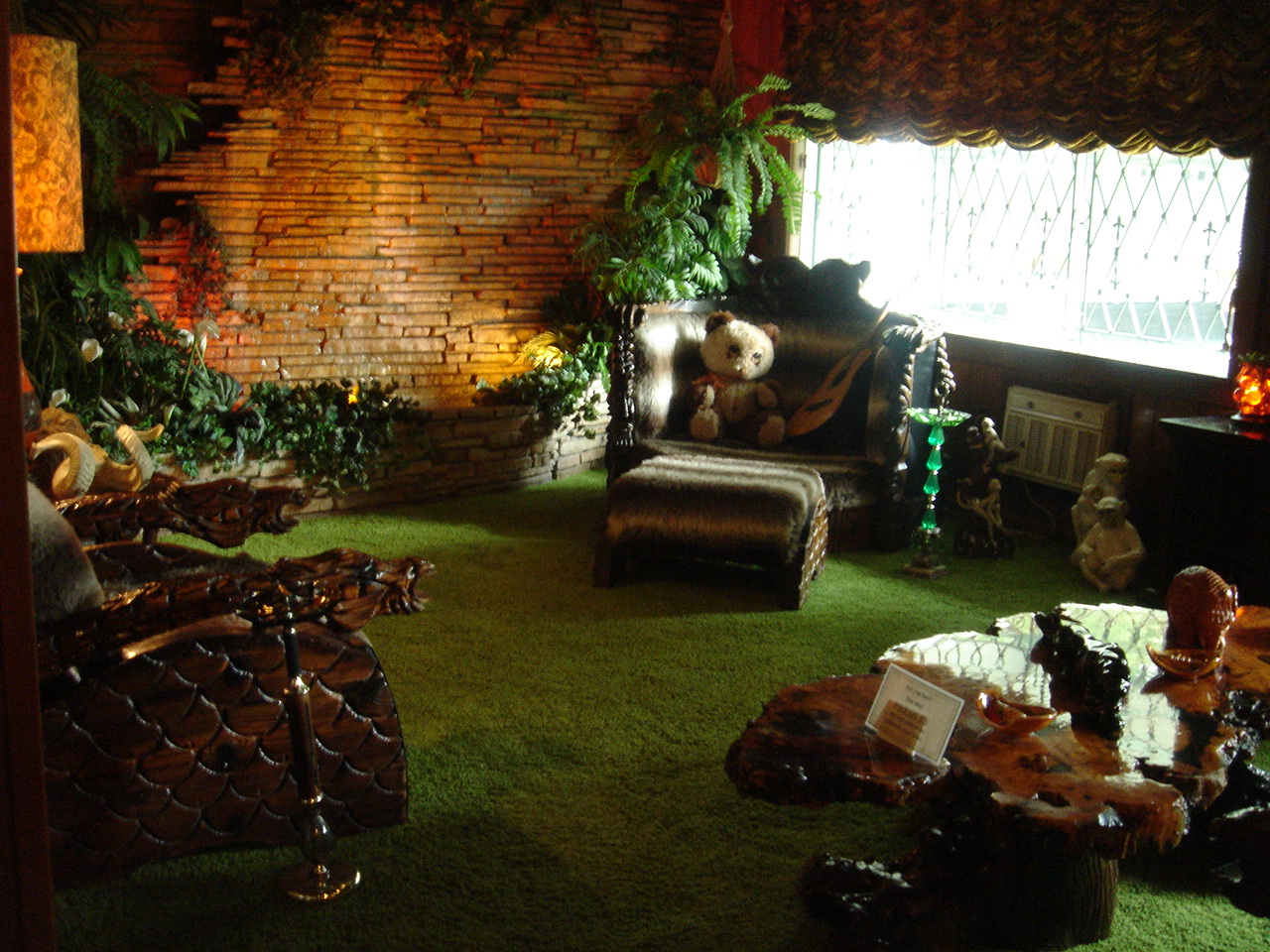
The Jungle Room (djungelrummet) i Graceland användes som inspelningsplats för Elvis Presleys sista två studioalbum, efter att möblerna i polynesisk stil hade avlägsnats och kablar dragits in från lastbilen med inspelningsutrustning.

"Moody Blue": Den första sessionen i The Jungle Room i Graceland ägde rum den 2–8 februari 1976. Under dessa inspelningspass var Elvis ofta ofokuserad och tillbringade långa perioder i sitt sovrum, vilket gjorde honom otillgänglig för inspelningarna. Under passen kom därför få låtar att spelas in. Under det tredje inspelningsdygnet fullbordades två låtar, däribland "Moody Blue". Det var en låt av Mark James, som också hade skrivit "Suspicious Minds" och varit delaktig i skrivandet av "Always on My Mind". Mark James spelade själv in låten i countrystil 1974 och gav ut den året därpå, 1975. Även Elvis version hade ett countrysound men med diskoliknande takter. Det var en stark och kommersiell låt som dock inte hade mycket gemensamt med annat som Elvis hade spelat in tidigare.

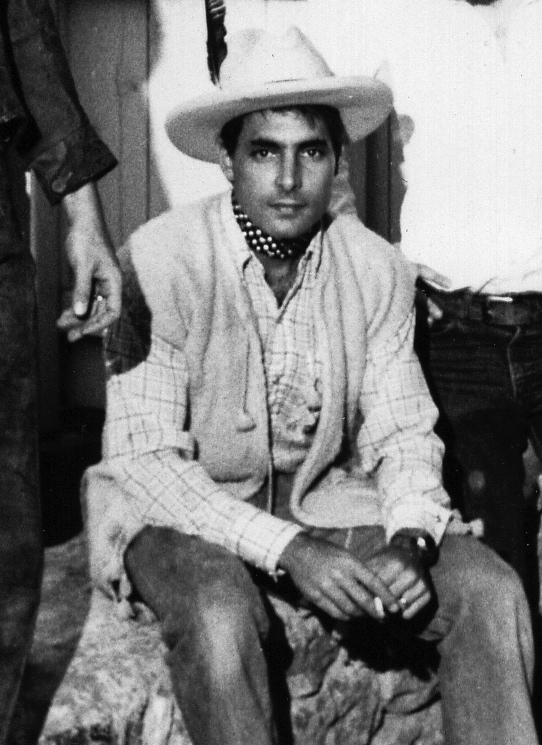
Dennis Linde, som hade skrivit "For the Heart" och också "Burning Love".

"For the Heart": Felton Jarvis hade med sig "For the Heart", en ny rock- eller countryrocklåt, skriven av Dennis Linde, som också låg bakom "Burning Love". Året innan hade Teresa Brewer spelat in en countryversion av låten. När Elvis tog sig an låten nästföljande kväll, den 5 februari, var han mer alert och engagerad, och inspelningen gavs en funkig rytm. Sessionen avslutades den 8 februari i och med att Elvis inte dök upp. Trots att det hade varit en tuff vecka för alla inblandade, hade 12 låtar spelats in och det fanns tillräckligt med material för albumet From Elvis Presley Boulevard, Memphis, Tennessee samt en eller två singlar.
"Way Down": Den andra och sista inspelningssessionen i Graceland, tillika Elvis sista någonsin, resulterade i tre inspelade låtar under det första inspelningsdygnet. Nästföljande dygn spelade bandet in musiken till ytterligare två låtar där Elvis kom att lägga på sin sång på den ena, "He'll Have to Go". Även denna gång tillbringade Elvis mycket tid i sitt sovrum i stället för att spela in. Senare kom han ned och bad alla om ursäkt för att han inte var i form för att spela in. Han förklarade också att han inte hade varit informerad om sessionen i förväg. Därmed kom den att avbrytas. Detta innebar att RCA hade tillräckligt med material för endast ett halvt nytt album (vilket kom att bli Moody Blue) med fyra nya inspelningar samt två låtar från singeln "Moody Blue" och "She Thinks I Still Care". En av de tre inspelade låtarna den 29–30 oktober 1976 var "Way Down", som också släpptes som singel. Låten var skriven av Layng Martine Jr. åt Elvis Presley. Om "Moody Blue" kan sägas ha varit en korsning mellan disko och country, var "Way Down" snarare en blandning av disko och rock. Den utmärker sig genom J. D. Sumners låga bastoner när han går långt ner till ett kontra-C i just raden "way on down". Det skulle bli Elvis sista inspelning som blev en betydande hit, och den första singel efter 1972 års "Burning Love" som tilldelades guldstatus – delvis tack vare att den utkom strax före hans död vilken gav skjuts åt försäljningen. Slutresultatet av "Way Down" var också olikt allt annat Elvis hade spelat in tidigare.

## Utgivning och marknadsföring

### Singelplaceringarna

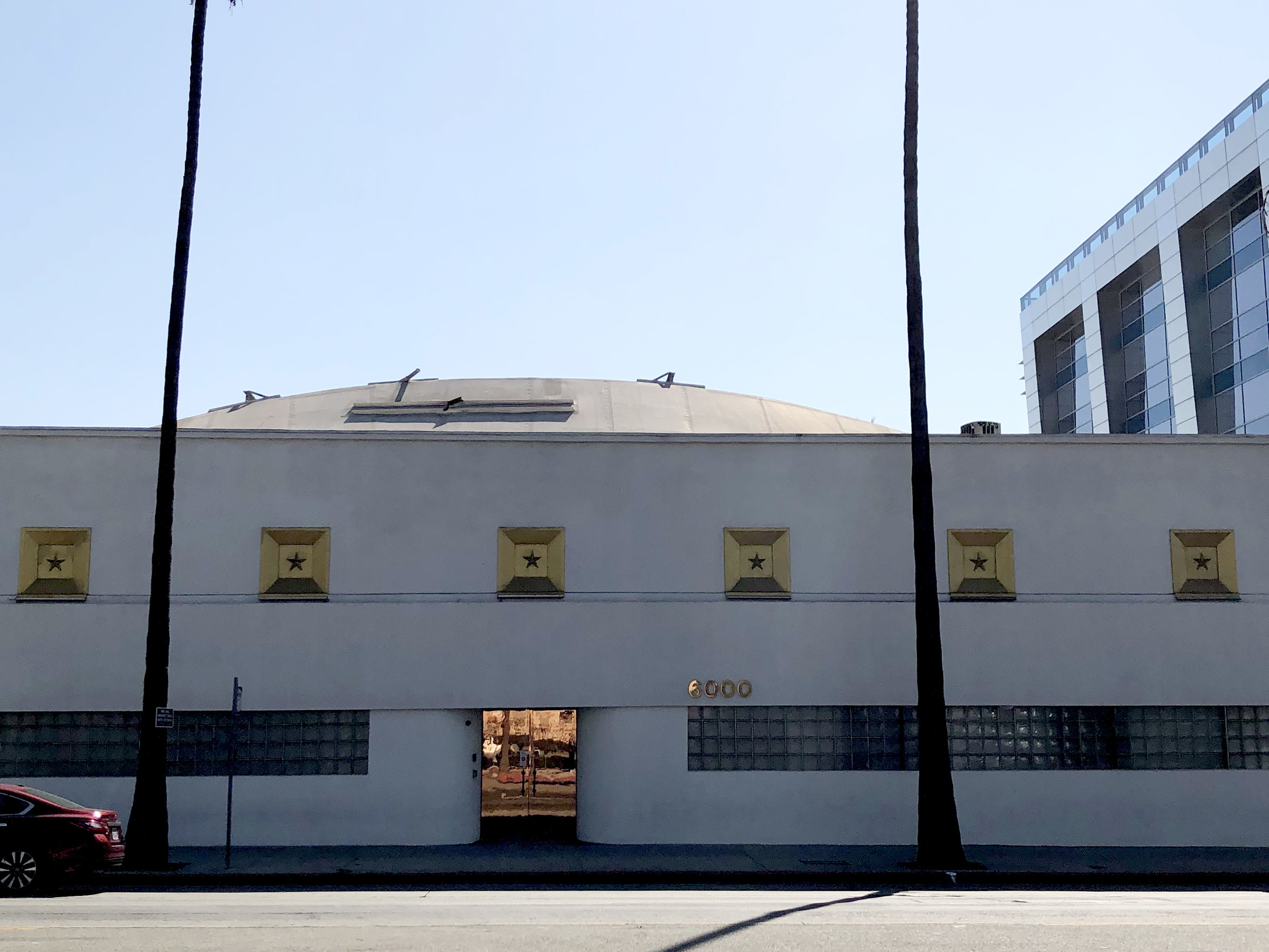
Utsidan av EastWest Studios på 6000 Sunset Boulevard i Los Angeles, Kalifornien – tidigare Western Studio, del av United Western Recorders där "If I Can Dream" spelades in.

Den 5 november 1968, inte långt innan tv-specialen sändes den 3 december, släppte RCA singeln "If I Can Dream" tillsammans med "Edge of Reality". Den nådde 12:e plats på den amerikanska Billboard Hot 100-listan och 11:e plats i Storbritannien. Trots förhoppningar om en ännu högre placering var det ändå Elvis bästa singelplacering i USA på över tre år, sedan "I'm Yours" nådde 11:e plats i oktober 1965. Försäljningen uppgick till 800 000 exemplar i USA och så småningom till en miljon (RIAA listar den dock enbart som guld). Det blev Elvis första guldskiva på flera år. I Australien nådde "If I Can Dream" 2:a plats på singellistan.
"In the Ghetto" utkom i april 1969 med B-sidan "Any Day Now"; som musikkritikern Greil Marcus ansåg vara den bästa låten på albumet From Elvis in Memphis. "In the Ghetto" nådde 3:e plats på Billboards singellista. På konkurrerande Cashbox singellista nådde den förstaplatsen. Skivan sålde i 1,2 miljoner exemplar i USA. Det blev Elvis största försäljningsframgång sedan "Can't Help Falling in Love" 1961 och hans första topp-10-placering sedan "Crying in the Chapel" 1965. I Storbritannien placerade sig "In the Ghetto" på 2:a plats under tre veckors tid. I Australien kom "In the Ghetto" att toppa singellistan, och i Sverige låg den etta på Kvällstoppen i sju veckor, från den 8 juli till den 19 augusti 1969.
"Clean Up Your Own Backyard" utkom i juni 1969 tillsammans med "The Fair's Moving On" och nådde plats 35 på Billboard Hot 100-listan i USA. Den sålde initialt i omkring 300 000 exemplar och med tiden över en halv miljon. I Storbritannien nådde den 21:a plats. Singeln släpptes mellan de båda topp 10-placerade "In the Ghetto" och "Suspicious Minds". Såväl Mike Eder som Shane Brown menar att det enda logiska skälet till att denna kvalitetslåt inte nådde högre på listorna var att den hörde till soundtracket från en film, något som skivköparna sedan länge hade vant sig vid att undvika.
Med "Suspicious Minds", som utkom i augusti 1969 (parad med "You'll Think of Me"), kom Elvis Presley att toppa Billboard Hot 100-listan i USA. Det blev hans första singel på sju år att nå förstaplatsen på Billboardlistan sedan "Good Luck Charm" 1962 och samtidigt också hans sista. "Suspicious Minds" nådde förstaplatsen också på Cashbox lista. Initialt kom den att sälja 1,25 miljoner exemplar i USA. I Storbritannien nådde den 2:a plats på UK Singles Chart, och den toppade under två veckors tid i oktober 1969 den kanadensiska CHUM Charts-listan.

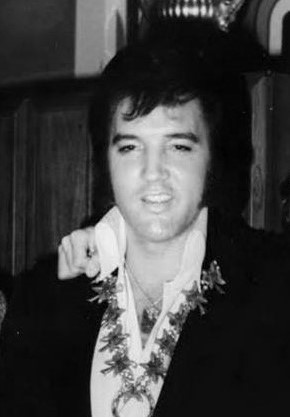
Elvis Presley 5 augusti 1972, fyra dagar efter att singeln "Burning Love" utkom.

Innan "Kentucky Rain" utkom i februari 1970, hade ytterligare en låt inspelad i American Sound Studio släppts, nämligen "Don't Cry Daddy" (november 1969). Den placerade sig som bäst på 6:e plats på singellistan i USA och i likhet med "In the Ghetto" och "Suspicious Minds", nådde den en försäljning på 1,2 miljoner. ""Kentucky Rain" utgavs tillsammans med "My Little Friend" och var den sista av låtarna från Memphis-sessionen som gavs ut på singel. Det var den enda som inte nådde topp tio i USA, där den som bäst placerade sig på 16:e plats på singellistan Hot 100 och 31:a plats på countrylistan. I Storbritannien nådde den 21:a plats. Skivan sålde i 600 000 exemplar i USA. "Kentucky Rain" rosades av kritikerna och James E. Perone, författare och professor i musik, menar att den tillhör "de starkaste prestationer som [Elvis] Presley gjorde på 1960-talet … och har tillräckligt med attityd och genreöverskridande vitalitet för att [överträffa] många andra utgivningar från slutet av 1960-talet." Musikförfattaren Shane Brown menar därför att det är svårt att förstå varför en så stark låt sålde sämre än sina föregångare.

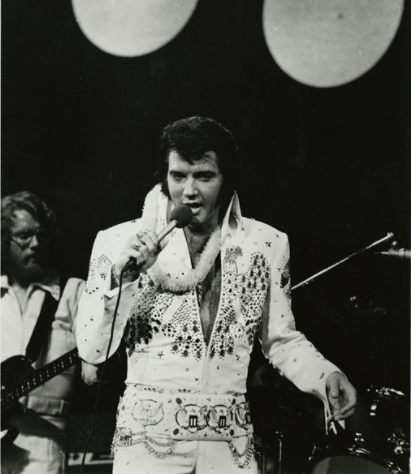
Elvis Presley under konserten Aloha from Hawaii i januari 1973. Samma år i december spelade han in "If You Talk in Your Sleep". I bakgrunden syns Jerry Scheff på bas.

"Burning Love" utkom i augusti 1972 tillsammans med "It's a Matter of Time" och nådde 2:a plats på Billboardlistan i USA. Den hindrades från att nå förstaplatsen av Chuck Berrys enda Billboardlistetta, "My Ding-a-Ling". Däremot nådde den i slutet av oktober förstaplatsen på den konkurrerande Cashboxlistan. Inom några veckor efter att den utkom hade den sålt över en miljon exemplar i USA. I Storbritannien placerade sig "Burning Love" som bäst på plats 7 på UK Singles Chart.
"If You Talk in Your Sleep" med B-sidan "Help Me" utkom i maj 1974. I förhoppning om att få mer speltid på radiostationerna, lade RCA mer tid och pengar på marknadsföring av denna singel än vad man hade gjort på den föregående, "I've Got A Thing About You Baby". Det fick också till följd att den hamnade högre på listorna och nådde plats 17 på Billboards Hot 100-lista. Men samtidigt sålde den 150 000 exemplar färre och stannade på en försäljning av 350 000. Det är en illustration av att försäljningssiffror och listplacering inte visar samma sak, eftersom listplaceringen också grundar sig på hur mycket låtarna spelas på radio. På den amerikanska countrylistan nådde den plats 6, medan den på singellistan i Storbritannien placerade sig på plats 40 som bäst.
"For the Heart" utkom tillsammans med "Hurt" som en dubbelsidig singel i mars 1976. "Hurt" gick in på plats 85 på Billboardlistan den 27 mars 1976 och veckan därefter anslöt också "For the Heart" och paret nådde plats 75. "Hurt"/"For the Heart" kom därefter tillsammans att ligga tio veckor på listan, för att som bäst den 29 maj nå plats 28. På countrylistan nådde "Hurt" plats 6 och "For the Heart" plats 45. Fastän "Hurt" var en av de nyinspelade låtar som betydde mest för Elvis, och "For the Heart" var en av de bättre, sålde skivan i bara 250 000 exemplar i USA. I Storbritannien nådde singeln plats 37.

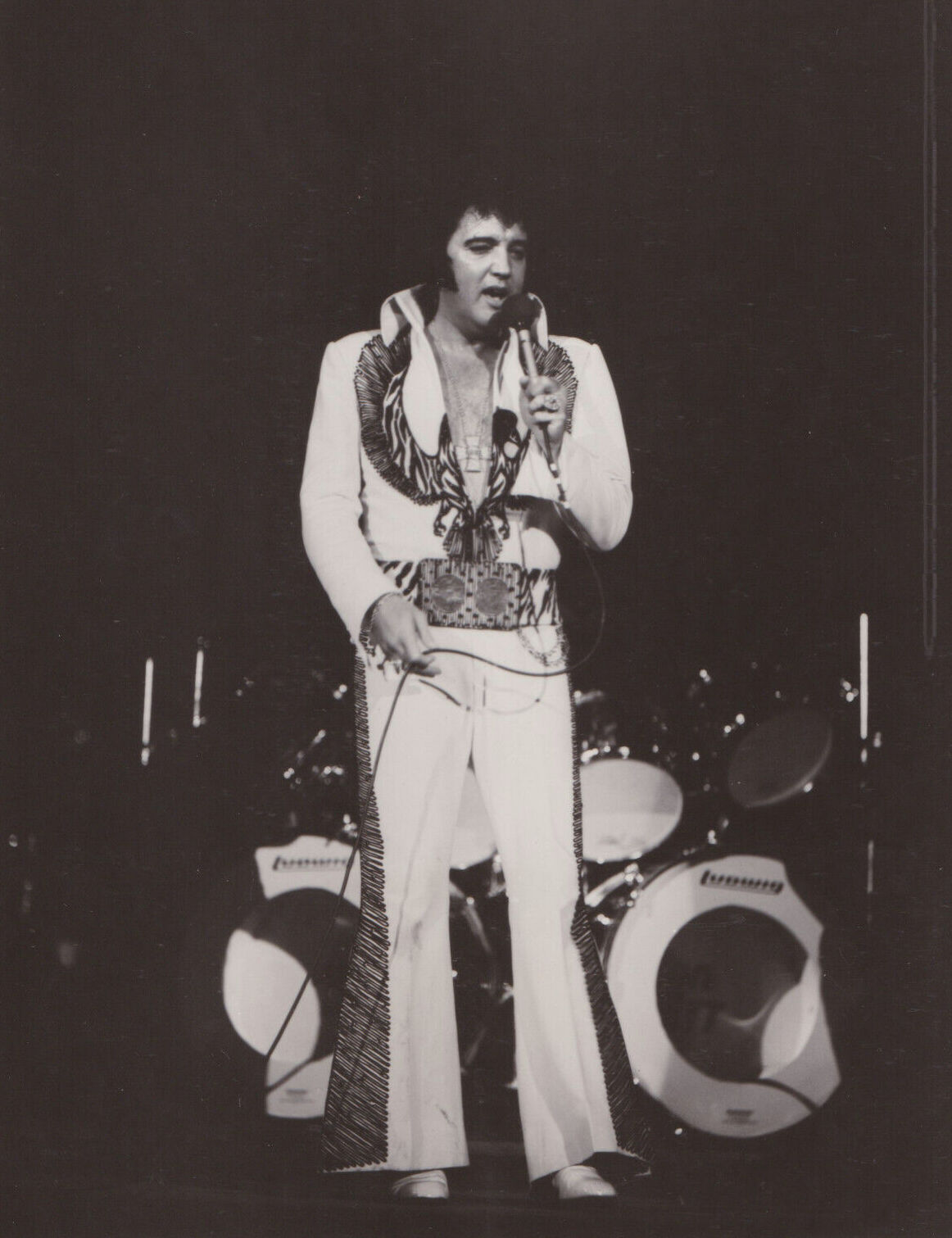
Elvis Presley i juni 1977 under inspelningen av dokumentärfilmen Elvis in Concert. Samma månad utkom singeln "Way Down".

"Moody Blue" utkom i november 1976 tillsammans med "She Thinks I Still Care". Den nådde plats 31 på den amerikanska singellistan och toppade under en vecka countrylistan. Skivan sålde 300 000 exemplar i USA. I Storbritannien nådde "Moody Blue" 6:e plats på UK Singles Chart.
"Way Down" tillsammans med B-sidan "Pledging My Love", släppt den 6 juni 1977, var den sista singel som utkom medan Elvis Presley var i livet. Singeln skulle förmodligen ha placerat sig på listorna som den föregående singeln, på omkring 30:e plats och ha sålt i omkring 300 000 exemplar, om Elvis inte hade dött i augusti detta år. I stället nådde den plats 18, sålde initialt närmare 900 000 exemplar och passerade så småningom en miljon. Singeln toppade countrylistan i en vecka. I Storbritannien nådde "Way Down" förstaplatsen och låg där i fem veckor, med över 600 000 sålda exemplar. Det blev Elvis 17:e singel att nå förstaplatsen i Storbritannien, vilket vid tillfället placerade honom på samma antal förstaplaceringar som The Beatles.

### Albumets placeringar och försäljning
Eftersom albumet utkom så långt efter övriga album i Gold Records-serien, hade alla låtar redan släppts långt tidigare, inte bara på singel utan också på andra album. Att låtarna därigenom hade lågt nyhetsvärde visade sig genom albumets blygsamma placering på topplistorna, där det misslyckades att ta sig in på Billboard 200-listan och i stället hamnade just utanför på plats 207 under två veckor. Men albumet sålde ändå tillräckligt för att certifieras guld i juli 1999 av RIAA för en försäljning av 500 000 exemplar i USA. Shane Brown, författare till böcker om musik och film, menar att det hade varit logiskt att ge ut detta album tidigare, medan Elvis fortfarande var i livet. I stället kom många av Elvis bättre låtar att ges ut på budgetalbum. Ett exempel är "Burning Love" som tillsammans med några tidigare utgivna äldre filmlåtar gavs ut på Burning Love and Hits from His Movies, Volume 2. Brown menar att man i stället för det så kallade Fool-albumet från 1973 kunde ha samlat de bästa låtarna från perioden 1968 fram till dess och tillsammans med de sex låtar från den perioden som ingick i albumet från 1984, ha utökat samlingen med låtar som "Don't Cry Daddy" och "The Wonder of You".

### Senare utgåvor av albumet
Albumet gavs ut på nytt i juli 1997 och utökades då med sex bonuslåtar från perioden 1967 till 1970, inklusive ytterligare fyra topp 40-singlar. Albumet hade också ommastrats och monoversionen av "If I Can Dream" återinfördes från originalutgåvan 1968, där den i Elvis' Gold Records Volume 5 från 1984 var i stereo. Spelordningen från originalalbumet behölls, förutom att "If I Can Dream" flyttades till slutet.

## Mottagande
Musikjournalisten och rockkritikern David McGee, skrivande för Rolling Stone, menar att albumet "innehåller ett representativt och bra urval" av "de mest välkända låtarna från [Elvis] Presleys senare år". Han anser att "Elvis sound på 70-talet var ett kännemärke i lika hög utsträckning som hans sound på 50-talet var det". Kritiker har enligt McGee inte förstått hur väl Elvis "lyckades förvandla soundet från det klassiska rockbandet om fyra till både storbands- och gospelformat". Till de riktigt stora karakteristiska låtarna på albumet räknar han "Suspicious Minds", "Burning Love", "If I Can Dream" och "In the Ghetto", och till de något mindre "Kentucky Rain" och "Way Down". I The New Rolling Stone Album Guide, 2004, skriver han att hela Elvis' Golden Records-serien är underbar och att albumen tillsammans är ett utmärkt sätt att följa Elvis höjdpunkter i karriären.
Den amerikanske musikkritikern och musikjournalisten Bruce Eder, skrivande för Allmusic och recenserande det utökade 16-låtarsalbumet, menar att albumets senare inspelade låtar, som "Moody Blue", fungerar bra tillsammans med tidigare inspelade som "Suspicious Minds", liksom "For the Heart" fungerar bra med "You Don't Have to Say You Love Me". Han ser endast en låt som fungerar mindre bra, nämligen "Edge of Reality", särskilt "eftersom den föregår de fantastiska 'Memories' och 'If I Can Dream'." Eder anser att de tio år av Elvis karriär som låtarna utgör exempel på "visar en Elvis Presley som är lika säker som artist som den rebell som [låtarna på] volym ett eller volym två utgör exempel på" i serien av Gold Records-album. I The New Rolling Stone Record Guide framhåller musikkritikern Dave Marsh den höga kvaliteten på samtliga skivor i Golden Records-serien, vilka innehåller alla såväl stora som små hittar.

## Låtlistor
Elvis' Gold Records Volume 5

### 1984 originalutgåva LP (och CD)
| 1. | Suspicious Minds (A-sida på singel med "You'll Think of Me" – augusti 1969.)          | Mark James                | 23 januari 1969 47-9764-A #1   | 4:20 |
| 2. | Kentucky Rain (A-sida på singel med "My Little Friend" – januari 1970.)               | Eddie Rabbitt, Dick Heard | 19 februari 1969 47-9791-A #16 | 3:20 |
| 3. | In the Ghetto (A-sida på singel med "Any Day Now" – april 1969.)                      | Mac Davis                 | 20 januari 1969 47-9741-A #3   | 2:45 |
| 4. | Clean Up Your Own Backyard (A-sida på singel med "The Fair's Moving On" – juni 1969.) | Billy Strange, Mac Davis  | 23 oktober 1968 47-9747-A #35  | 3:08 |
| 5. | If I Can Dream (A-sida på singel med "Edge of Reality" – november 1968.)              | Walter Earl Brown         | 23 juni 1968 47-9670-A #12     | 3:10 |

| 1.           | Burning Love (A-sida på singel med "It's a Matter of Time" – augusti 1972.)  | Dennis Linde                 | 28–29 mars 1972 74-0769-A #2      | 2:54  |
| 2.           | If You Talk in Your Sleep (A-sida på singel med "Help Me" – maj 1974.)       | Red West, Johnny Christopher | 11–12 dec. 1973 APBO-0280-A #17   | 2:26  |
| 3.           | For the Heart (Dubbel A-sida på singel med "Hurt" – mars 1976.)              | Dennis Linde                 | 5–6 februari 1976 PB-10601-A #28  | 3:27  |
| 4.           | Moody Blue (A-sida på singel med "She Thinks I Still Care" – november 1976.) | Mark James                   | 4–5 februari 1976 PB-10857-A #31  | 2:59  |
| 5.           | Way Down (A-sida på singel med "Pledging My Love" – juni 1977.)              | Layng Martine Jr.            | 29–30 oktober 1976 PB-10998-A #18 | 2:35  |
| Total längd: | Total längd:                                                                 | Total längd:                 | Total längd:                      | 31:04 |

### 1997 utökad utgåva CD
| 1.           | Suspicious Minds                  | Mark James                                                        | 23 januari 1969                           | 4:31  |
| 2.           | Kentucky Rain                     | Eddie Rabbitt, Dick Heard                                         | 19 februari 1969                          | 3:16  |
| 3.           | In the Ghetto                     | Mac Davis                                                         | 20 januari 1969                           | 2:47  |
| 4.           | Clean Up Your Own Backyard        | Billy Strange, Mac Davis                                          | 23 oktober 1968                           | 3:09  |
| 5.           | Burning Love                      | Dennis Linde                                                      | 28–29 mars 1972                           | 2:51  |
| 6.           | If You Talk in Your Sleep         | Red West, Johnny Christopher                                      | 11–12 december 1973                       | 2:35  |
| 7.           | For the Heart                     | Dennis Linde                                                      | 5–6 februari 1976                         | 3:24  |
| 8.           | Moody Blue                        | Mark James                                                        | 4–5 februari 1976                         | 2:51  |
| 9.           | Way Down                          | Layng Martine Jr.                                                 | 29–30 oktober 1976                        | 2:39  |
| 10.          | Big Boss Man                      | Luther Dixon, Al Smith                                            | 10 september 1967                         | 2:53  |
| 11.          | Guitar Man                        | Jerry Reed                                                        | 10 september 1967                         | 2:16  |
| 12.          | U.S. Male                         | Jerry Reed                                                        | 17 januari 1968                           | 2:44  |
| 13.          | You Don't Have to Say You Love Me | Vicki Wickham, Simon Napier-Bell, Pino Donaggio, Vito Pallavicini | 10 augusti 1970                           | 2:32  |
| 14.          | Edge of Reality                   | Bill Giant, Bernie Baum, Florence Kaye                            | 7 mars 1968                               | 3:40  |
| 15.          | Memories                          | Billy Strange, Mac Davis                                          | 23 juni 1968 (track) 24 juni 1968 (vocal) | 3:07  |
| 16.          | If I Can Dream (mono)             | Walter Earl Brown                                                 | 23 juni 1968                              | 3:11  |
| Total längd: | Total längd:                      | Total längd:                                                      | Total längd:                              | 48:26 |

## Medverkande
Uppgifterna är hämtade från Keith Flynn och Ernst Jørgensen och avser inspelningar gjorda i Western Recorders Studio 1 i Hollywood i Kalifornien den 23 juni 1968; i United Recorders i Hollywood den 23 oktober 1968 (med pålägg gjorda i december 1968 och i American Sound Studio i Memphis den 6 maj 1969), i American Sound Studio i Memphis i Tennessee den 13–16 och 20–23 januari, och 17–22 februari 1969
(med pålägg gjorda den 24–26 januari och 20 mars 1969 i American Sound Studio), i RCA:s studio C i Hollywood den 27–30 mars 1972, i Stax Studio i Memphis den 10–17 december 1973, i The Jungle Room i Graceland i Memphis den 2–8 februari 1976 (med pålägg gjorda den 15, 17 och 24 februari samt 24 mars 1976 i Young'un Sound Studio i Nashville) och den 29–30 oktober 1976 (med pålägg gjorda den 22 januari 1977 i Creative Workshop i Nashville).
- Elvis Presley – sång; uppsatt som medverkande på gitarr på de sessioner där "In the Ghetto" och "Suspicious Minds" spelades in; stämsång med sig själv på "Suspicious Minds".
- Tommy Tedesco – gitarr på "If I Can Dream".
- Michael Deasy – gitarr på "If I Can Dream".
- Al Casey – gitarr på "If I Can Dream".
- Larry Knechtel – bas, keyboard på "If I Can Dream".
- Charles "Chuck" Berghofer – bas på "If I Can Dream".
- Don Randi – piano på "If I Can Dream" och "Clean Up Your Own Backyard".
- Hal Blaine – trummor på "If I Can Dream".
- John Cyr – slagverk på "If I Can Dream".
- Elliot Franks – slagverk på "If I Can Dream".
- Frank DeVito – bongotrummor på "If I Can Dream".
- Tommy Morgan – munspel på "If I Can Dream".
- Bob Albert – keyboard på "If I Can Dream".
- Tommy Wolfe – keyboard på "If I Can Dream".
- Jerry McGee – gitarr på "Clean Up Your Own Backyard".
- Morton Marker – gitarr på "Clean Up Your Own Backyard".
- Joseph 'Bobby' Gibbons – gitarr på "Clean Up Your Own Backyard".
- Max Bennett – bas på "Clean Up Your Own Backyard".
- Frank Carlson – trummor på "Clean Up Your Own Backyard".
- John Guerin – trummor på "Clean Up Your Own Backyard".
- Reggie Young – gitarr på "In the Ghetto", "Suspicious Minds" och "Kentucky Rain".
- John Hughey – steelgitarr på "In the Ghetto".
- Gene Chrisman – trummor på "In the Ghetto", "Suspicious Minds" och "Kentucky Rain".
- Bobby Emmons – orgel på "In the Ghetto", "Suspicious Minds" och "Kentucky Rain".
- Tommy Cogbill – bas på "In the Ghetto" och "Kentucky Rain".
- Mike Leech – bas på "In the Ghetto" och "Suspicious Minds".
- Bobby Wood – piano på "In the Ghetto", "Suspicious Minds" och "Kentucky Rain".
- James Burton – gitarr på "Burning Love", "If You Talk in Your Sleep", "Moody Blue", "For the Heart", "Way Down" och pålägg på "Way Down".
- Charlie Hodge – gitarr på "Burning Love", "If You Talk in Your Sleep", "Moody Blue", "For the Heart" och "Way Down".
- John Wilkinson – gitarr på "Burning Love", "Moody Blue", "For the Heart", "Way Down" och pålägg på "Way Down".
- Johnny Christopher – gitarr på "If You Talk in Your Sleep".
- Norbert Putnam – bas på "If You Talk in Your Sleep".
- Jerry Scheff – bas på "Moody Blue", "For the Heart", "Way Down" och pålägg på "Way Down".
- Joe Esposito – gitarr på "Burning Love".
- Glen D. Hardin – piano på "Burning Love", "Moody Blue" och "For the Heart".
- Ronnie Tutt – trummor på "Burning Love", "If You Talk in Your Sleep", "Moody Blue", "For the Heart", "Way Down" och pålägg på "Way Down".
- Emory Gordy – bas på "Burning Love".
- David Briggs – piano; orgel på "If You Talk in Your Sleep"; elpiano på "Moody Blue", "For the Heart", "Way Down" och pålägg på "Way Down".
- Chip Young – gitarr på "Way Down" och pålägg på "Moody Blue" och "Way Down".
- Randy Cullers – slagverk, pålägg på "Way Down".
- Tony Brown – piano på "Way Down" och pålägg på "Way Down".
- Dennis Linde – bas, pålägg på "Burning Love", "Moody Blue" och "For the Heart".
- Farrell Morris – congas, pukor; pålägg på "Moody Blue".
- John "Shane" Keister – synthesizer på "Moody Blue" och "For the Heart".
- The Blossoms: (Darlene Love, Jean King, Fanita James) – bakgrundssång på "If I Can Dream"; pålägg bakgrundssång på "Clean Up Your Own Backyard".
- Julie Rinker, B.J. Baker, Frank Howren, Bill Lee, Gene Merlino, Thurl Ravenscroft, Bill Brown, Joe Eich, Elaine Black, Dean Parker, Jack Gruberman, Sally Stevens, Jackie Ward, Ronald Hicklin, Tom Bahler, Mitch Gordon – bakgrundssång på "If I Can Dream".
- Ronnie Milsap – stämsång, pålägg på "Kentucky Rain".
- J. D. Sumner & The Stamps – bakgrundssång på "Burning Love" (The Stamps: Bill Baize, Ed Enoch, Donnie Sumner, Richard Sterban), "If You Talk in Your Sleep" (The Stamps: Bill Baize, Ed Enoch, David Rowland), "Moody Blue" och "For the Heart" (The Stamps: Bill Baize, Ed Enoch, Ed Hill, Larry Strickland), "Way Down" och pålägg på "Way Down" (The Stamps: Ed Enoch, Ed Hill, Larry Strickland, Gary 'Buck' Buckles).
- Voice: (Donnie Sumner, Sherrill Nielsen, Tim Baty, Per-Erik "Pete" Hallin) – bakgrundssång på "If You Talk in Your Sleep".
- Sherrill Nielsen – bakgrundssång, pålägg på "Way Down".
- Mary Holladay – bakgrundssång på "If You Talk in Your Sleep" och "Clean Up Your Own Backyard"; pålägg på "In the Ghetto", "Suspicious Minds" och "Kentucky Rain".
- Mary "Jeanie" Greene – bakgrundssång på "If You Talk in Your Sleep" och "Clean Up Your Own Backyard"; pålägg på "In the Ghetto" och "Suspicious Minds".
- Ginger Holladay – pålägg på "In the Ghetto" och "Suspicious Minds".
- Donna Thatcher – pålägg på "In the Ghetto" och "Suspicious Minds".
- Donna Rhodes – pålägg på "In the Ghetto", "Suspicious Minds" och "Kentucky Rain".
- Sandra Posey – pålägg på "In the Ghetto", "Suspicious Minds" och "Kentucky Rain".
- Susan Pilkington – bakgrundssång på "If You Talk in Your Sleep" och "Clean Up Your Own Backyard".
- Kathy Westmoreland – bakgrundssång på "If You Talk in Your Sleep", "Moody Blue", "For the Heart" och "Way Down".
- Myrna Smith – bakgrundssång på "Moody Blue", "For the Heart", "Way Down" och pålägg på "Way Down".
- Hurshel Wiginton – bakgrundssång, pålägg på "For the Heart".
- Billy Goldenberg – arrangör och dirigent för "If I Can Dream".
- Steve Binder – producent på "If I Can Dream".
- Billy Strange – musikalisk ledare för "Clean Up Your Own Backyard".
- Glen Spreen – musikalisk ledare för stråkorkestern vid påläggen på "Clean Up Your Own Backyard".
- Chips Moman – producent på "In the Ghetto", "Suspicious Minds" och "Kentucky Rain".
- Felton Jarvis – producent på "In the Ghetto", "Suspicious Minds", "Kentucky Rain", "Burning Love", "If You Talk in Your Sleep", "Moody Blue", "For the Heart" och "Way Down", samt för blåspåläggen på "Clean Up Your Own Backyard".
- Elvis Presley – exekutiv producent på "Moody Blue" och "Way Down".[231]
- Bergen White – arrangör och dirigent för blås- och stråkpåläggen på "Moody Blue" och "For the Heart".
- Bones Howe – producent och ljudtekniker på "If I Can Dream".
- Joan Deary – producent av nyutgåvan Elvis' Gold Records Volume 5.[231]
- Eddie Bracket – ljudtekniker på "Clean Up Your Own Backyard".
- Al Pachucki – ljudtekniker på "In the Ghetto", "Suspicious Minds", "Kentucky Rain", "Burning Love", vid påläggen på "Moody Blue" och "For the Heart" samt vid blåspåläggen på "Clean Up Your Own Backyard".
- Roy Shockley – ljudtekniker på "In the Ghetto", "Suspicious Minds", och "Kentucky Rain".
- Rick Ruggieri – ljudtekniker på "Burning Love".
- Mike Moran – ljudtekniker på "If You Talk in Your Sleep" och "Way Down".
- Dick Baxter – ljudtekniker på "If You Talk in Your Sleep".
- Brian Christian – ljudtekniker på "Moody Blue" och "For the Heart".
- Brent Maher – ljudtekniker vid påläggen på "Way Down".
- Dick Bogert – remixljudtekniker av nyutgåvan Elvis' Gold Records Volume 5.[231]

## Certifikat
| Område     | Certifiering | Försäljning |
| USA (RIAA) | guld         | 500 000     |